# Jogos Asiáticos da Juventude
Os Jogos Asiáticos da Juventude são um evento multiesportivo realizado desde 2009 com a presença de Comitês Olímpicos Nacionais da Ásia.

## Edições
| Ano             | Cidade-sede            | Duração                  | Países | Atletas | Eventos | Maior n.º de medalhas |
| --------------- | ---------------------- | ------------------------ | ------ | ------- | ------- | --------------------- |
| 2009 (detalhes) | SIN Singapura          | 29 de junho - 7 de julho | 43     | 1321    | 90      | China                 |
| 2013 (detalhes) | CHN China Nanjing      |                          |        |         |         |                       |
| 2017            |                        |                          |        |         |         |                       |
| 2021 (detalhes) | INA Indonésia Surabaya |                          |        |         |         |                       |